# Kras Słowacko-Węgierski

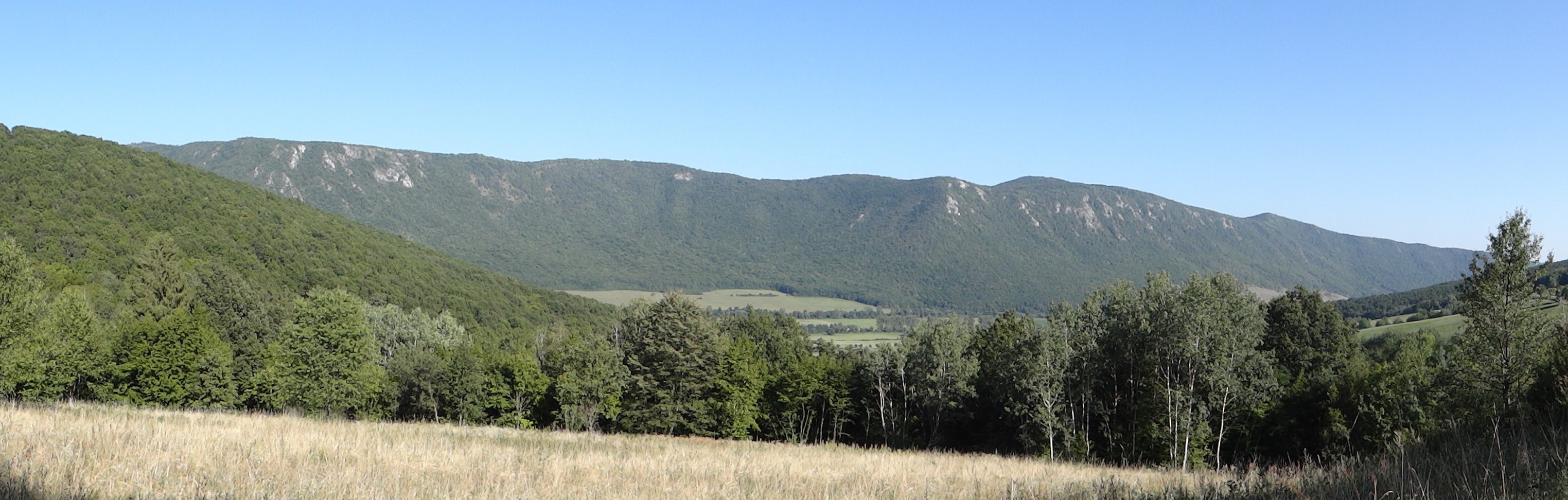
Plešivská planina, widok z okolic Gočaltova

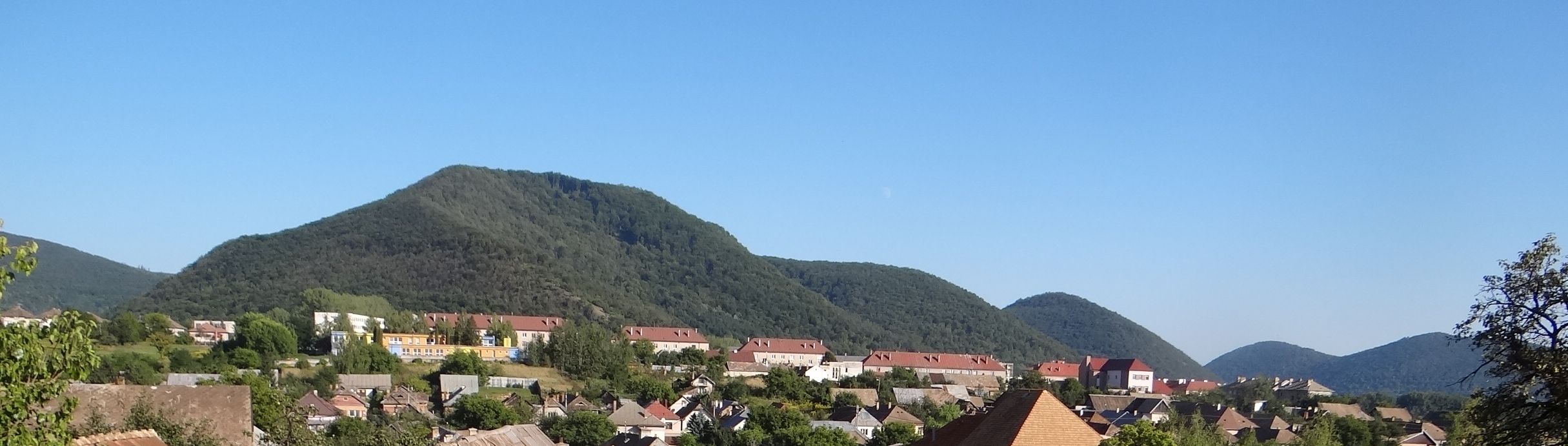
Jelšava, Jelšavský kras i Slovenská skala

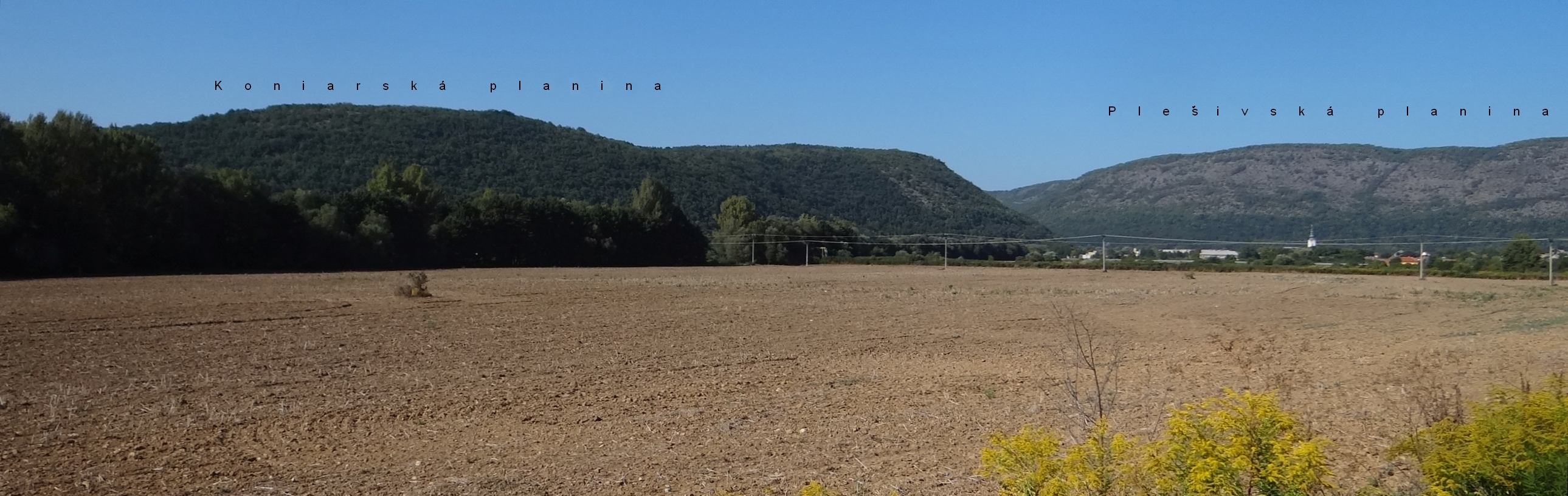
Koniarska planina, Plešivec i Plešivská planina

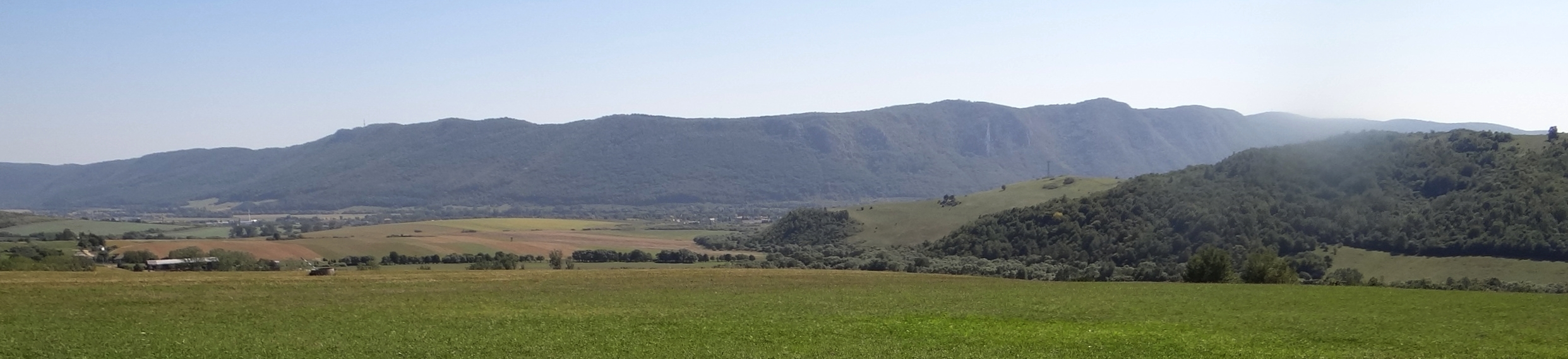
Silická planina

Kras Słowacko-Węgierski (516.2) – jednostka podziału geomorfologicznego Wewnętrznych Karpat Zachodnich na pograniczu Słowacji i Węgier. W nazewnictwie słowackim jako „Slovenský a Aggtelecký kras” lub „Gemersko-turniansky kras”, w nazewnictwie węgierskim „Szlovák-karszt – Aggteleki-karszt” lub „Gömör-Tornai karszt”. Największy obszar krasowy Środkowej Europy. Zajmuje powierzchnię nieco ponad 600 km². Charakteryzuje się wielkim bogactwem powierzchniowych i podziemnych zjawisk krasowych. M.in. zinwentaryzowano na jego terenie ok. 1200 jaskiń, z czego ok. 280 na terenie Węgier.

## Położenie
Od zachodu Kras Słowacko-Węgierski graniczy z Kotliną Południowosłowacką, a ściślej – z Kotliną Rimawską, od północnego zachodu z Pogórzem Rewuckim (słow. Revúcka vrchovina) zaliczanym do Rudaw Gemerskich, od północy z Kotliną Rożniawską i Rudawami Spiskimi, od wschodu z Kotliną Koszycką, od południa z wyżyną Cserehát (w tym z Wzgórzami Bodwiańskimi, słow. Bodvianska pahorkatina).
Idąc z zachodu na wschód, w Krasie Słowacko-Węgierskim wyróżniamy następujące jednostki:
- Kras Jelszawski (słow. Jelšavský kras);
- Płaskowyż Koniarski (słow. Koniarska planina);
- Płaskowyż Pleszywski (słow. Plešivská planina);
- Płaskowyż Silicki (słow. Silická planina);
- Płaskowyż Górnego Wierchu (słow. Horný vrch);
- Płaskowyż Borczański (słow. Bôrčianská planina);
- Płaskowyż Zadzielski (słow. Zádielska planina);
- Płaskowyż Jasowski (słow. Jasovská planina).

Niewielka, wydłużona ze wschodu na zachód Kotlina Turniańska (słow. Turnianska kotlina) oddziela Płaskowyż Górnego Wierchu (na północy) od podobnie wyciągniętego w osi wschód-zachód Płaskowyżu Dolnego Wierchu (słow. Dolný vrch, węg. Alsó Hegy), leżącego już po części na terenie Węgier, zaś na południowy zachód od tego ostatniego rozciąga się całkowicie już węgierski Kras Aggtelecki (węg. Aggteleki-karszt).

## Geologia – morfologia
Kras Słowacko-Węgierski nie ma formy łańcucha górskiego ani jednolitej grupy górskiej. Tworzy go szereg odrębnych płaskowyży krasowych, po słowacku zwanych planinami, wypreparowanych z potężnej i niegdyś jednolitej płyty skał węglanowych, później potrzaskanej uskokami i pęknięciami tektonicznymi i porozdzielanej erozyjną działalnością wód.
Płaskowyże te zbudowane są głównie z wapieni tzw. wettersteinskich i gutensteinskich, pochodzących ze środkowego i górnego triasu, leżących na nieprzepuszczalnym dla wody podłożu, które stanowią dolnotriasowe (werfeńskie) ilaste łupki, pstre piaskowce i margliste wapienie.
Karbonatowe osady (wapienie, częściowo również dolomity), osadzone w mezozoiku w Gemerydach, były nasuwane podczas alpejskich ruchów górotwórczych, od górnej kredy do neogenu, na starszy, leżący dalej na północy masyw obecnych Rudaw Słowackich. Sfałdowane warstwy mezozoicznych sedymentów zostały następnie zrównane do postaci wielkiej płyty, którą dalsze ruchy tektoniczne rozkruszyły na mniejsze jednostki. Wyraźna jest tu zwłaszcza bruzda tektoniczna na północnym skraju Kotliny Turniańskiej. Owa płyta, której grubość na południowym skraju jednostki sięga 400–500 m, porozdzielana jest obecnie kotlinami śródgórskimi i dolinami rzek, a także pocięta głębokimi i z reguły wąskimi wąwozami, wyżłobionymi przez potoki (czasem okresowe). Do najbardziej typowych zaliczyć należy kaniony Štítnika i Slanej oraz doliny Zádielska i Hájska.
Na całym obszarze występuje ogromne bogactwo zarówno powierzchniowych, jak i podziemnych zjawisk krasowych. Do tych pierwszych należą m.in. zróżnicowane formy lapiazu, leje krasowe, uwały, ponory, wywierzyska. Do tych drugich – jaskinie, studnie krasowe i podziemne cieki wodne, tworzące rozległe i wciąż jeszcze słabo zbadane sieci.

## Przyroda
Flora
Roślinność Krasu Słowacko-Węgierskiego jest bardzo bogata i urozmaicona. Znajdziemy w niej zwłaszcza wiele gatunków ciepło- i wapieniolubnych, wśród których występuje szereg endemitów. Natomiast dzięki obecności głębokich i znacznie chłodniejszych wąwozów, w których występuje inwersja pięter roślinnych, spotykamy tu również wiele gatunków górskich.
Pierwotnie prawie całą powierzchnię poszczególnych płaskowyży porastały rzadkie lasy dębowo-grabowe, często o charakterze lasostepu, dziś już w znacznej części zanikłe. Oprócz dębów i grabów rosły w nich m.in. takie gatunki, jak klon tatarski czy jesion mannowy. Towarzyszyły im wielogatunkowe zarośla z leszczyną, tarniną, głogami, kilkoma gatunkami róż i in. Na mniejszych powierzchniach w północnej części Krasu spotkamy płaty buczyn. Na stromych, trudno dostępnych stokach południowych dominuje dąb omszony, zaś w głębokich, wilgotnych wąwozach spotkamy jodłę i świerk.
Z czasem znaczna część powierzchni Krasu Słowacko-Węgierskiego została odlesiona i wykorzystywana była jako pastwiska, głównie dla młodego bydła. Obecnie, w związku z ograniczeniem wielkości hodowli, część z tych łąk ponownie zarasta.
Fauna
Bogata jest również fauna Krasu, w której dominują gatunki charakterystyczne dla ciepłych wyżyn i lasostepów. Nie spotkamy tu wielkich drapieżników, bogata jest natomiast fauna drobnych ssaków, wśród których wyróżniają się liczne gatunki nietoperzy. Bardzo bogata jest awifauna, w której wyróżnia się szereg rzadkich gatunków ptaków drapieżnych. Wśród płazów i gadów spotkamy tu kilka gatunków charakterystycznych dla południowej Europy. Podobna jest sytuacja z fauną bezkręgowców, gdzie dodatkowo występuje wiele gatunków związanych stale lub przejściowo z jaskiniami.
Ochrona przyrody
Od 1 marca 2002 r. większa część obszaru omawianej jednostki w granicach Słowacji objęta jest ochroną prawną jako Park Narodowy Kras Słowacki. Po stronie węgierskiej od 1985 r. funkcjonuje Park Narodowy Aggtelek.